# Orchestre symphonique

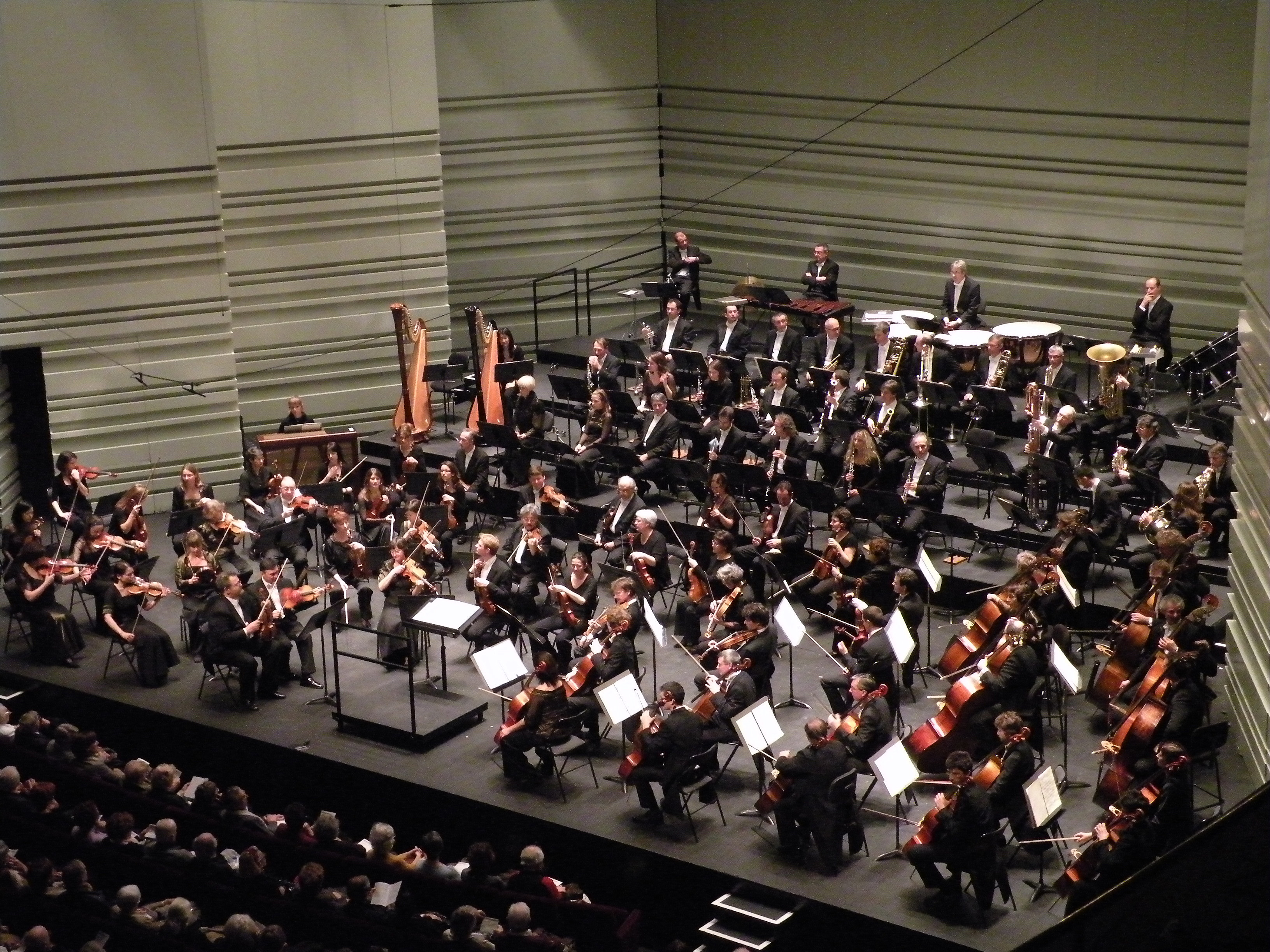
Orchestre national des Pays de la Loire à La Folle Journée de Nantes.

Un orchestre symphonique, ou orchestre philharmonique, est un ensemble musical formé des trois familles d'instruments : cordes, instruments à vent (bois et cuivres) et percussions. 
La composition des orchestres a beaucoup varié jusqu'à la fin de la période baroque. Ils associaient les instruments les plus divers ainsi qu'en témoignent les multiples combinaisons des six Concertos brandebourgeois (1721) de Bach. Ce n'est pas avant le milieu du XVIIIe siècle que la forme de l'orchestre symphonique commence à se figer et à s'étoffer progressivement de hautbois, de bassons, parfois de cors, de trompettes, et de timbales.
La période classique avec Gossec, Haydn ou Mozart voit souvent les vents associés par deux (2 flûtes, 2 hautbois, 2 clarinettes, 2 bassons, 2 cors, 2 trompettes). Les pupitres de la période romantique s'ordonnancent plutôt par trois avec l'ajout plus ou moins systématique d'instruments comme le piccolo, le cor anglais, la clarinette basse, le contrebasson, les trombones ou le tuba. C'est aussi la période qui connaît la grande évolution des percussions. Au début du XXe siècle, l'orchestre symphonique peut être de grande taille, généralement, plus de quatre-vingts musiciens, l'effectif dépassant parfois la centaine d'instrumentistes.
Depuis la fin du XVIIe siècle, sa principale fonction est destinée à l'exécution, dans les salles de concert, d'œuvres symphoniques ou concertantes, profanes ou sacrées. Cette formation est également utilisée pour l'accompagnement en fosse, dans les salles d'opéra, des représentations d'art lyrique ou chorégraphique. Les compositeurs de musiques de film ou encore de musiques de jeu vidéo aujourd'hui, héritières des musiques de scène, utilisent eux aussi toutes les ressources musicales et expressives de l'orchestre symphonique.

## Composition de l'orchestre

Diagramme de l'orchestre symphonique moderne.

L'orchestre symphonique est constitué de trois familles d'instruments : les cordes, les vents (comprenant les bois et les cuivres) et les percussions. La composition précise de l'orchestre dépend de l'œuvre exécutée.
Chaque pupitre comprend un premier soliste (pouvant être secondé par un second ou un troisième soliste) dont le rôle, comme son nom l'indique, est de jouer les parties solo d'une partition orchestrale, mais aussi de diriger des répétitions partielles de son pupitre. Les autres musiciens sont appelés des tuttistes.
Le « premier violon solo » a un rôle hiérarchique et représente souvent l'orchestre devant son chef (qui le salue lors des concerts) et devant le public (il commande les levers des musiciens et accueille le chef d'orchestre). Il est de tradition que ce soit lui qui demande le « la » au hautbois pour vérifier l'accord des instruments.
La disposition des différents pupitres peut varier notamment si l'orchestre est caché comme dans le cas d'une fosse d'opéra par exemple.
En règle générale, les cordes sont réparties en demi-cercle de gauche à droite du chef d'orchestre, et de l'aigu vers le grave (premiers violons, deuxièmes violons, altos, violoncelles et, derrière ces derniers, contrebasses).
Les vents peuvent être répartis en ligne (de l'aigu vers le grave) :
ou en carrés (favorisant l'écoute entre les divers pupitres) :

### Les cordes frottées
Les instruments à cordes frottées sont la partie la plus constante de l'orchestre symphonique. Elles sont divisées en cinq pupitres, habituellement répartis de la manière suivante, de gauche à droite (en regardant l'orchestre) : 
- les premiers violons, au nombre de 16 environ ;
- les seconds violons, au nombre de 14 environ ;
- les altos, au nombre de 12 environ ;
- les violoncelles, au nombre de 10 environ ;
- les contrebasses, au nombre de 8 environ.

Ces effectifs sont à diviser par deux pour un orchestre symphonique de type « Mozart ».

### Les bois
Disposée le plus souvent en arrière des cordes, la famille des bois peut être d'un effectif très variable suivant le répertoire abordé. Les flûtes, hautbois, clarinettes et bassons (la « petite harmonie ») peuvent former une section oscillant de deux à plus de vingt musiciens, incluant notamment les saxophones, certains compositeurs, comme Igor Stravinsky dans Le Sacre du printemps, utilisant cinq instruments et leurs dérivés par pupitre, exploitant ainsi toutes leurs richesses sonores, individuelles ou collectives. Chaque type d'instrument forme un pupitre comportant jusqu'à cinq musiciens dont les partitions sont toutes distinctes : contrairement aux cordes, aucune partie n'est doublée.
La puissance sonore de la famille des bois est supérieure à celle des cordes — dans un rapport de 2 à 7 suivant les instruments et les registres (à l'exception des notes les plus graves de la flûte, d'une intensité à peu près équivalente à celle du violon). Ceci explique le nombre réduit des pupitres de bois par rapport à ceux de cordes. Chaque instrumentiste joue fréquemment un rôle de soliste, particulièrement chez les flûtes et les hautbois, un peu moins chez les bassons qui renforcent souvent les violoncelles, au moins dans les compositions du XVIIIe siècle.
Dès l'origine et tout au long de la deuxième moitié du XVIIIe siècle, les deux bassons sont les bois les plus permanents de l'orchestre, d'abord accompagnés de deux hautbois, parfois de deux flûtes, puis de deux clarinettes. Des parties de piccolo et de contrebasson apparaissent chez Ludwig van Beethoven dans le finale de la symphonie no 5 en 1808, ou de la symphonie no 9 en 1824. Le cor anglais se dévoile dans l'ouverture de l'opéra Guillaume Tell de Rossini en 1829 ou, l'année suivante, dans la Symphonie fantastique d'Hector Berlioz. Dans L'Arlésienne de Georges Bizet en 1872, c'est le saxophone alto qui prend place, mais son emploi ne sera, et n'est encore de nos jours, qu'épisodique dans l'histoire de l'orchestre symphonique.
Composition des bois d'un grand orchestre symphonique moderne.

#### Les flûtes
- 1 piccolo
- 2 à 4 flûtes traversières, l'une d'entre elles pouvant jouer le deuxième piccolo
- N.B. : certaines œuvres utilisent une flûte en sol jouée par l'un des flûtistes

#### Les hautbois
- 2 à 4 hautbois le quatrième pouvant jouer le deuxième cor anglais
- 1 cor anglais
- N.B. : certaines œuvres, peu fréquentes, utilisent un hautbois d'amour joué par l'un des hautboïstes

#### Les clarinettes
- 1 clarinette en mi♭ (dite « petite clarinette »)
- 2 à 4 clarinettes en si♭ ou en la (très rarement en ut), la quatrième pouvant jouer la deuxième clarinette basse
- 1 clarinette basse

#### Les bassons
- 2 à 4 bassons, le quatrième pouvant jouer le deuxième contrebasson
- 1 contrebasson

#### Le saxophone
- Né au sein de l'orchestre du XIXe siècle, il a sa place dans certains chefs-d'œuvre et dans la musique symphonique à partir de 1845.

### Les cuivres
Disposés en arrière des bois, les cuivres participent à l'orchestre selon les besoins liés au répertoire abordé. Ils se composent des instruments suivants :
- 2 à 4 trompettes, l'une d'elles pouvant jouer la trompette piccolo
- 2 à 8 cors d'harmonie, quatre d'entre eux pouvant jouer les tubas wagnériens
- 2 à 4 trombones
- 1 trombone basse
- 1 ou 2 tubas

Leur très grande puissance sonore, de l'ordre du double de celle des bois et 6 ou 7 fois de celle des cordes, moins écrasante dans le grave mais atteignant jusqu'à plus de 15 pour la trompette par rapport au violon dans le registre aigu, impose leur place à l'arrière et leur nombre relativement limité.

### Les percussions
Dans un orchestre symphonique, les instruments de percussion, généralement placés derrière les cuivres, sont le plus souvent classés en trois groupes :

#### Les claviers
- bois : xylophone, marimba
- métal : vibraphone, glockenspiel, célesta, jeu de cloches ou carillon tubulaire

#### Les peaux
- accordables : timbales (le plus souvent par jeu de cinq)
- grandes : grosse caisse
- moyennes : tambour d'orchestre, caisse claire, timbale(è)s
- petites : tambourin et tambour de basque, bongos, congas, tumbas

#### Les accessoires
- bois : wood-block, temple block, castagnettes, fouet, güiro, maracas ;
- métal : cymbales (frappées, suspendues, charlestons…), triangle, grelots, gong, tam-tam ;
- divers : flexatone, sifflet, klaxon, sirène.

## Sociologie de l'orchestre
Bernard Lehmann a relevé une origine sociale plus élevée des musiciens jouant d'instruments à cordes par rapport à ceux des instruments à vent, et des bois par rapport aux cuivres au sein des orchestres parisiens. Les cuivres sont également issus plus fréquemment d'harmonies municipales (cf. étude sociologique sur les orchestres d'harmonie en Alsace). 
Cette gradation ne se retrouve toutefois pas au niveau des rémunérations. Ainsi, les bois ont une proportion de solistes nettement plus importante que les cordes, essentiellement composées de tuttistes. Les rémunérations diffèrent en conséquence.
« Un orchestre symphonique est la plus belle métaphore de la société que je connaisse. Chacun est indispensable, mais doit savoir s'effacer pour faire vivre une réalité supérieure » — Riccardo Muti.

## Gestion de l'orchestre
En France la plupart des grands orchestres se sont constitués au XIXe siècle et au XXe siècle soit à partir des conservatoires de musique (les professeurs formant le noyau de l'orchestre comme à Paris ou à Strasbourg) soit par la Radio publique, à partir des années 1930 (en 1964, l'ORTF comptait 8 orchestres radio-symphoniques dont deux à Paris (où résidaient aussi l'Orchestre lyrique de l'ORTF et l'Orchestre de chambre ainsi qu'un orchestre de musique légère).
Le cadre de la gestion des orchestres est très variable : certains sont en régie directe, d'autres sont des établissements publics ou en relèvent (comme celui de l'Opéra de Paris) ; certains sont des syndicats mixtes. Avec la création d'orchestres régionaux à partir de 1969 sous l'égide de Marcel Landowski au ministère de la Culture, on assiste à la création de grands orchestres gérés sous forme associative qui vont pour la première fois bénéficier d'une subvention importante de l'État. C'est le cas de la Société des concerts du Conservatoire de Paris, qui était une association symphonique (comme les Orchestres Pasdeloup ou Colonne) et qui deviendra l'Orchestre de Paris avec un cadre de gestion rénové et une structure de financement stabilisée. Mais certains orchestres resteront dans le giron municipal comme ceux de Strasbourg ou Bordeaux. Les orchestres régionaux avaient pour mission de diffuser la musique sur le territoire de toute une région. Ils devinrent aussi les représentants de la vitalité de la musique en France (commandes passées aux compositeurs, répertoire de la musique française, tournées à l'étranger, etc.).
Les orchestres symphoniques sont par conséquent de véritables institutions culturelles en ce sens qu'ils ont une place reconnue par les autorités publiques dans la vie culturelle, soit localement, soit régionalement, soit nationalement. Ils ont acquis une légitimité à travers des missions de service public et d'intérêt public qui leur sont confiées et qui leur donnent stabilité et permanence comme l'explique Mario d'Angelo. Le rôle d'institution musicale confère aussi aux orchestres symphoniques un rôle dans la transmission d'un savoir artistique et de la construction des valeurs artistiques. Se pose pour tout orchestre, au-delà de son modèle économique, la question de la gouvernance, mais aussi celle de la gestion de sa ressource humaine et artistique. En outre l'environnement concurrentiel plus aigu (forte médiatisation), requiert de la part des dirigeants de l'orchestre qu'ils trouvent des moyens de communication de plus en plus importants pour la notoriété de l'orchestre, régionalement, nationalement ou internationalement. Le choix du directeur artistique est une autre décision cruciale. De même pour la résidence de l'orchestre : dispose-t-il d'un lieu dédié et acoustiquement bon, pour ses répétitions et ses concerts, avec idéalement la possibilité de répéter et jouer dans le même lieu et de pouvoir y développer des activités éducatives ? On note sur ces deux derniers aspects des différences sensibles entre les orchestres, que ce soit en France ou en Europe. Partout en Europe, la situation des orchestres symphoniques présente les mêmes enjeux de gestion qu'en France pour assurer leur maintien et leur développement : assurer la convergence de soutiens publics et privés en rénovant leur mode de gouvernance. Les orchestres doivent aussi développer leur public globalement vieillissant. À l'instar de l'Orchestre national de Lille, ils mettent en œuvre la démocratisation de la musique classique en jouant dans les lieux et pour les publics les plus divers (usines, prisons, hôpitaux...). L'Allemagne compte 122 orchestres stables aux statuts divers allant de la régie à la fondation, en passant par la société coopérative (comme l'Orchestre Philharmonique de Berlin) ou l'établissement régional de radio (au total 10 orchestres radio-symphoniques). Au Royaume-Uni, tous les orchestres sont en gestion privée à but non lucratif ; les quatre grandes formations londoniennes sont des coopératives (self governing orchestra) comme l'Orchestre symphonique de Londres (LSO). Le LSO dans une indépendance affichée à l'égard des pouvoirs publics n'en demeure pas moins une des grandes institutions musicales ayant su diversifier ses activités dès les années 1930 (enregistrements au disque et musiques de film). Depuis les années 2000, le LSO a mené un projet qui lui a permis d'avoir un lieu spécifique (LSO Luke's, une ancienne église restaurée et aménagées) pour y développer de nouvelles activités : studios d'enregistrements et activités éducatives « LSO Discovery ». La stratégie de diversification du LSO est également territoriale ; il est en résidence à New York (où il a mis en place une fondation pour financer cette résidence) et à la Salle Pleyel à Paris. L'orchestre-entreprise qu'est devenu le LSO n'est ainsi plus seulement limité à une activité principale de concert à Londres (à l'auditorium du Barbican Centre) et de tournées internationales.

### Traités d'orchestration
- Hector Berlioz et Joël-Marie Fauquet, De l'instrumentation, Paris, Le Castor astral, coll. « Les inattendus », 1994, 169 p. (ISBN 2-85920-227-7)
- Hector Berlioz, Traité d'instrumentation et d'orchestration, Paris, Henry Lemoine, 1843, réed.1993, 312 p. (ISMN 979-0-2309-4518-9).
- François-Auguste Gevaert, Nouveau traité d'instrumentation, Paris-Bruxelles, Lemoine & Fils, 1885, 340 p.  (Texte disponible sur www.imslp.org)
- Charles Koechlin, Traité de l'orchestration, vol. 1, Paris, Éditions Max Eschig, 1954, 322 p.
- (en) Paul Mathews, Orchestration : an anthology of writings, New York, Routledge, 2006, 230 p. (ISBN 0-415-97683-9)
- (en) (ru) Nikolaï Rimski-Korsakov et Maximilian Steinberg (trad. Edward Agate), Principles of Orchestration (Основы оркестровки), vol. 1, Berlin, Editions Russes de Musique,‎ 1913, trad.1922, 152 p.
- Charles-Marie Widor, Technique de l'orchestre moderne, Paris, Henry Lemoine, 1925, 200 p.